# 鄭命壽
鄭命壽（？—1653年），滿語名字古爾馬渾（穆麟德轉寫：gūlmahūn，或譯孤兒馬紅、谷兒馬、谷兒馬洪），是後金至清朝初期的一名朝鮮人外交官。正红旗包衣。
鄭命壽本貫平安道殷山，原本是一個賤隷。1619年，薩爾滸之戰爆發，鄭命壽跟隨姜弘立麾下出征後金。姜弘立投降後，他被後金俘虜，因熟知朝鮮事務，受到努爾哈赤的賞識，擔任通譯，後又被提拔為巴克什。皇太極繼位之後，繼續受到重用。他在丙子胡亂的時候，參與對朝鮮王朝的談判事務中。出於對清外交的考慮，鄭命壽的家族被朝鮮加封了官爵。
鄭命壽之子白晉魁、孫莽董儀、皮占俱原任護軍校。

## 影視形象
- 1981年 KBS大河連續劇《大命》：李日雄 飾演
- 2013年 JTBC周末連續劇《宮中殘酷史－花的戰爭》：趙德賢 飾演
- 2015年 MBC月火連續劇《華政》
- 2017年 電影《南漢山城》：趙宇鎮 飾演
- 2023年 MBC金土連續劇《戀人》：姜吉祐 飾演